# Lidová etymologie

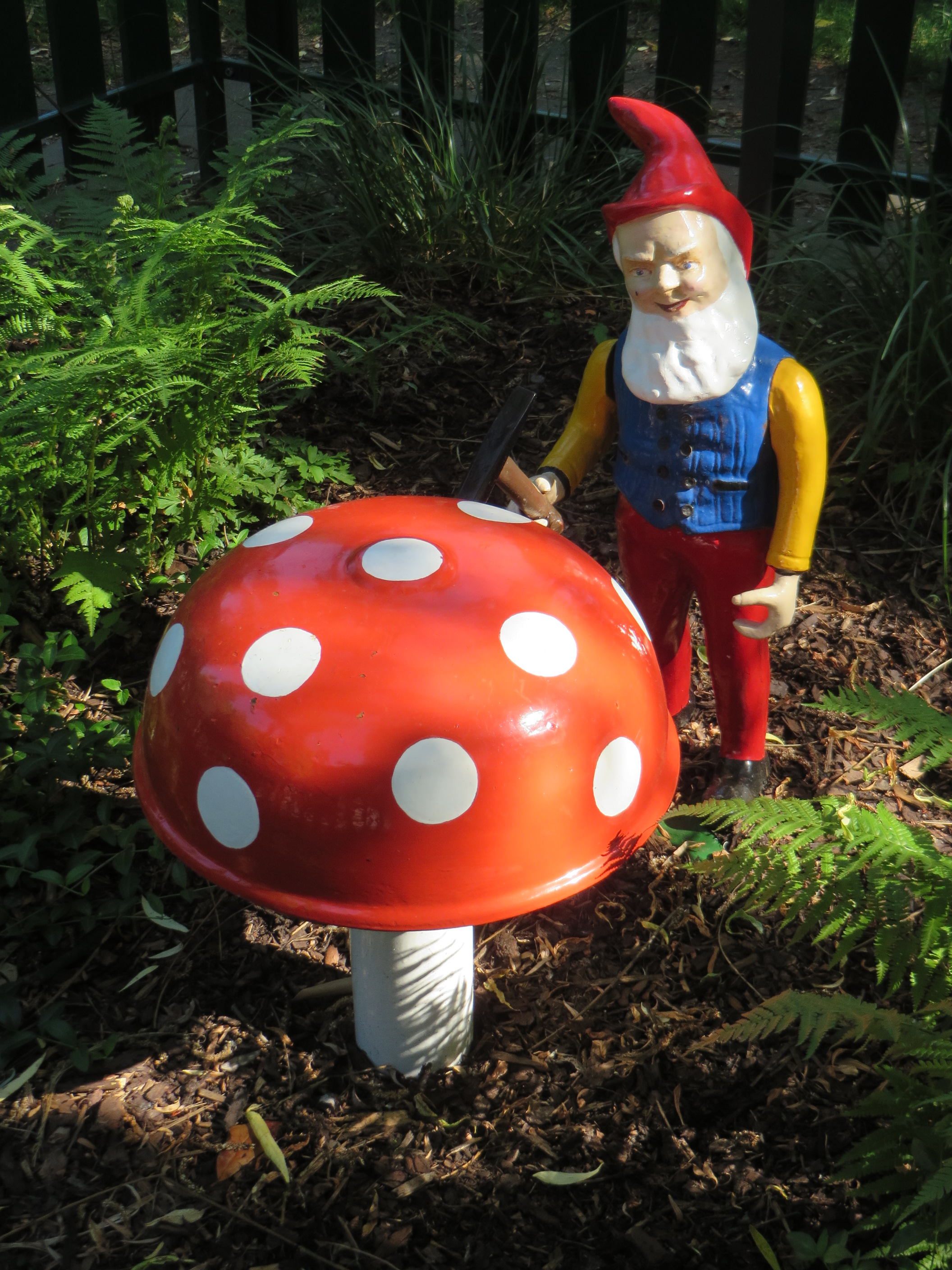
Slovo trpaslík je oblíbeným cílem lidové etymologie.

Lidová etymologie je mylný výklad etymologie, původu slova, na základě jen formální nebo významové podobnosti, nerespektující zákonitosti vývoje jazyka, které studuje vědecká etymologie.
Např. peklo může být chápáno jako „místo, kde se peče“, i když slovo pochází ze staršího výrazu pro smůlu či dehet; trpaslík od slovesa trpět, i když pochází ze staroslověnského „trьpęstъkъ“ – tj. ten, kdo měří tři pěsti.
Lidová etymologie může být výslovně vyjádřená a zaznamenaná domněnka nebo může být mluvčím neuvědomovaná.

## Příklady
Neuvědomované chybné domněnky se podílejí na změnách tvarů a podob slov, jejichž skutečný původ není mluvčímu zřejmý, a tvorbě nových slov.
V češtině například:
- „hrozinka“ podle českých hroznů, místo rozinka z německého rosine, i když natolik staré a dnes vžité, že již přijato za pravopisně správné[1]
- „veždajší“ od vždy k „vezdejší“ od zde
- „protěžovat“ domněle od těžký, místo správného „protežovat“ – z franc. protéger, poskytovat protekci (ochranu)

## Lidové etymologie v literatuře

### Období humanismu
S lidovými etymologiemi se můžeme setkat zvláště v období humanismu, v českém prostředí např. v dílech Jana Husa, Zikmunda Hrubého z Jelení, Jana Blahoslava, Jana Amose Komenského, například
- kostel byl Blahoslavem odvozován od slov kost a popel; ve skutečnosti je to přejímka z latinského castellum – „hrad, pevnost“,
- Jan Hus vysvětloval slovo svatba jako „sva dva“ (jsme dva).

### Toponyma
Často jsou uváděny lidové etymologie u toponym. Např. jméno Libeň se odborně vykládá jako odvozené přivlastňovací příponou -jь od osobního jména „Ľuben“ (s významem „milovaný“). Znamená tedy „Ľubnův (majetek, dvorec)“.
 Protože přivlastňovací přípona -jь je již dávno neproduktivní a mluvčí ji ve slově nerozeznávají, setkáme se s výkladem slova pouze na základě jeho kořene jako „libé místo“.
Někdy bývá vysvětlení původu místního jména opředeno celým příběhem, etymologickou pověstí.